# Camden (Caroline du Sud)
Pour les articles homonymes, voir Camden.
Camden est une ville des États-Unis, siège du comté de Kershaw en Caroline du Sud.

## Histoire
La ville fut le siège de la bataille de Camden le 16 août 1780.

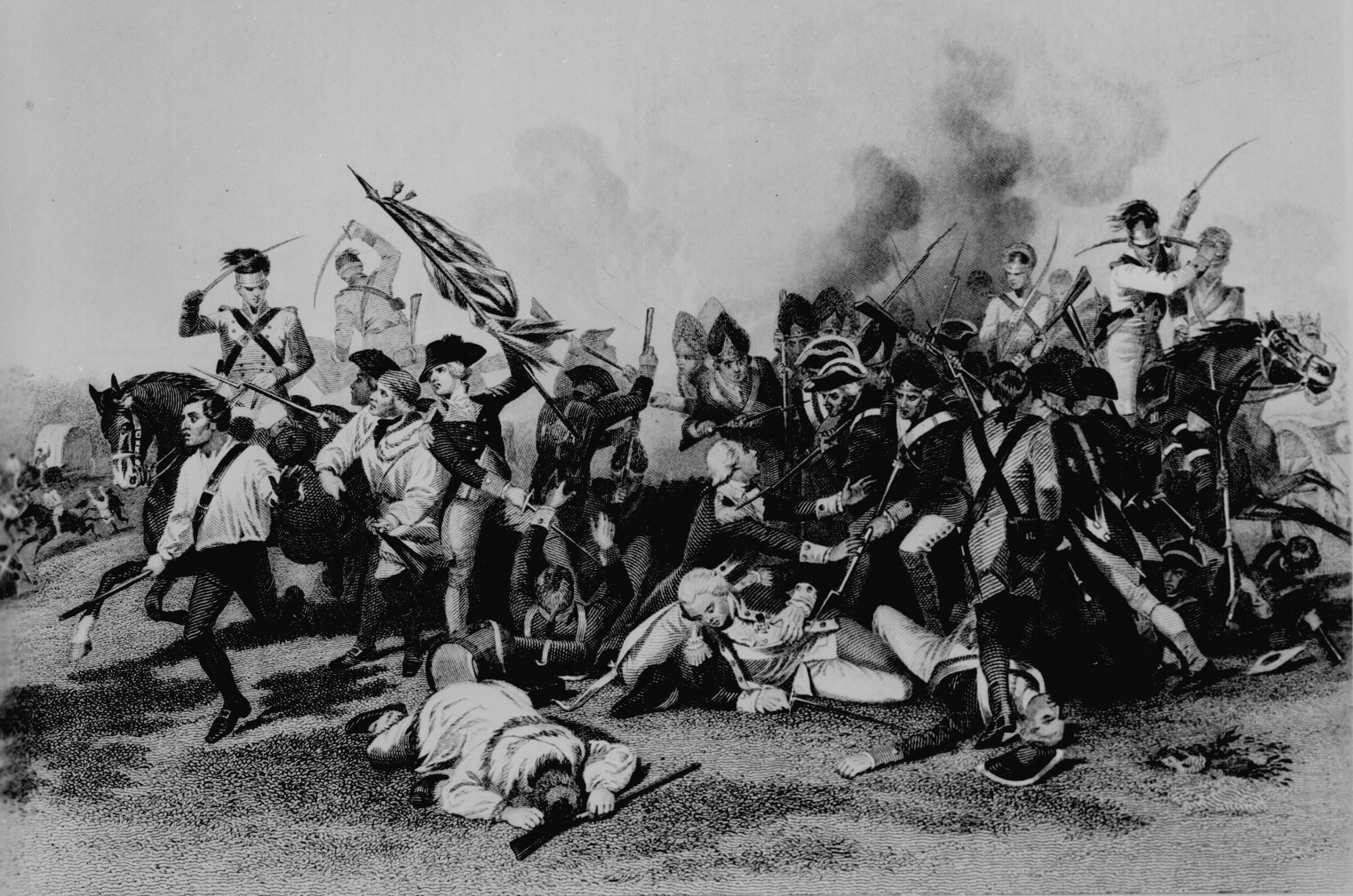
Bataille de Camden, mort du baron de Kalb, par Alonzo Chappel.

## Économie
Les usines américaines de la compagnie Haier y sont implantées.

## Démographie
| 1850  | 1860  | 1870  | 1880  | 1890  | 1900  |
| ----- | ----- | ----- | ----- | ----- | ----- |
| 1 133 | 1 621 | 1 007 | 1 780 | 3 533 | 2 441 |

| 1910  | 1920  | 1930  | 1940  | 1950  | 1960  |
| ----- | ----- | ----- | ----- | ----- | ----- |
| 3 569 | 3 930 | 5 183 | 5 747 | 6 986 | 6 842 |

| 1970  | 1980  | 1990  | 2000  | 2010  | - |
| ----- | ----- | ----- | ----- | ----- | - |
| 8 532 | 7 462 | 6 696 | 6 682 | 6 838 | - |

## Transport
Camden possède un aéroport (Woodward Field, code AITA : CDN).

## Personnalités liées à la commune
- Lane Kirkland (1922-1999), dirigeant syndical.
- Bernard Baruch (1870-1965), financier et homme politique américain.
- Samuel E. Wright (1946-2021), acteur américain.